# ۱۶۸۲ (میلادی)
۱۶۸۲ (میلادی) هزار و ششصد و هشتاد و دومین سال تقویم میلادی است.

## زادگان
- ۱۷ ژوئن – کارل دوازدهم، پادشاه سوئد

## درگذشتگان
- ۳ آوریل – بارتولومه استبان موریلو، نقاش اسپانیایی (ز. ۱۶۱۸)
- ۱۹ اکتبر – توماس براون، نویسنده و فیلسوف بریتانیایی (ز. ۱۶۰۵)
- ۲۳ نوامبر – کلود لورین، نقاش فرانسوی
- توماس هربرت از نجیب‌زادگان و درباریان انگلیسی و چهانگرد